# جدول موسیقی

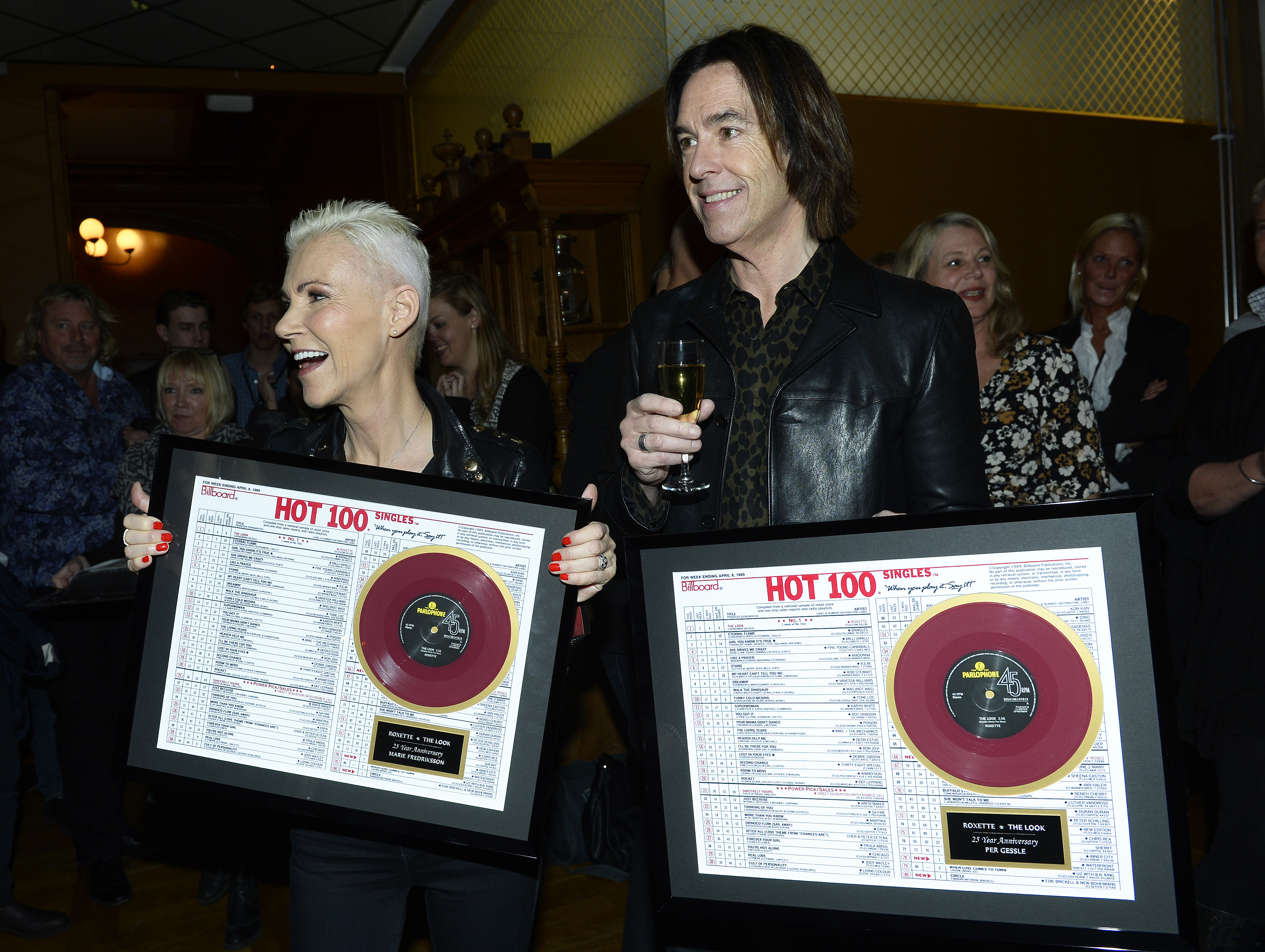
گروه سوئدی Roxette برنده جایزه ۱۰۰آهنگ داغ بیلبورد برای آهنگ The Look. بیست‌و پنج‌مین سالگرد HOT 100.

جدول موسیقی یا جدول ضبط رتبه‌بندی از موسیقی ضبط شده با توجه به محبوبیت در طول یک دوره معین از زمان است. ۱۰۰ آهنگ داغ بیلبورد نمونه‌ای از جدول‌های موسیقی‌ست. معیارهای مختلفی در نمودارهای جهانی برای رتبه‌بندی آهنگ‌ها استفاده می‌شوند. این معیارها شامل میزان فروش، میزان پخش رادیویی، تعداد بارگیری و میزان رسانه جاری یا ترکیبی از این‌ها هستند.
عمدتاً هر جدول مربوط به یک مکان جغرافیایی خاص است ولی برخی از جدول‌ها مخصوص سبک خاصی از موسیقی هستند. معمول‌ترین مدت زمان تحت پوشش جدول یک هفته است که جدول در پایان این زمان چاپ یا پخش می‌شود. جدول‌های تجمیعی سال و دهه از جدول‌های هفتگی محاسبه می‌شوند. جدول‌های موسیقی به روشی بسیار مهم برای سنجش موفقیت تجاری آهنگ‌ها تبدیل شده‌اند.